# Winthemia caledoniae
Winthemia caledoniae är en tvåvingeart som beskrevs av Louis-Paul Mesnil 1969. Winthemia caledoniae ingår i släktet Winthemia och familjen parasitflugor. Inga underarter finns listade i Catalogue of Life.